# Revolta goda de Tribigild
La revolta goda de Tribigild va ser una revolta dels gots a l'Anatòlia (Imperi Romà d'Orient) entre els anys 399 i 400 que va causar una important crisi política durant el regnat de l'emperador Arcadi (395-408). La revolta va ser liderada per Tribigild, líder d'una unitat de gots de l'exèrcit romà. Inicialment, la revolta només va tenir lloc a Anatòlia, però després que el comandant en cap de l'exèrcit romà d'Orient, Gaines, també got, intervingués i es posés del costat dels seus, es va convertir en una amenaça per a la unitat de l'imperi oriental.

## Preludi
Els gots d'Anatòlia vivien originalment al nord del Danubi. El 386 van fugir del domini dels huns i van acabar a l'Imperi Romà sota el lideratge d'Alateu. Després de conflictes amb l'exèrcit romà en què Alateu va morir, els gots van ser subjugats i traslladats a la regió de Frígia a Anatòlia. Alguns van servir a l'exèrcit, d'altres van ser destinats a treballar al camp com a jornalers. Els romans van fer un ús extensiu dels gots per als serveis militars. Com a foederati, tenien el mateix estatus que els seus conciutadans que havien romàs a Moèsia sota Alaric uns anys abans. A Nakoleia (Anatòlia), Tribigild, amb el rang de comes, dirigia un destacament got de cavalleria que estaven estacionats a la zona per protegir les carreteres militars de la regió.
Segons els historiadors actuals, la mateixa situació va sorgir a Anatòlia que amb els gots que havien lluitat al costat de l'emperador Teodosi a la batalla del Frígid l'any 394. Les milícies godes, dirigides per Eutropi havien tornat a lluitar amb èxit contra els huns i els gots de Crimea el 397/8, però van sentir que el seu paper en la victòria no havia estat prou recompensat. Es creu que això mateix és el que va provocar la revolta dels gots d'Anatòlia.
A més, segons la història contemporània que es conserva, abans de la rebel·lió hi va haver una lluita de poder entre Gaines, que era d'ascendència goda, i l'influent eunuc i conseller imperial Eutropi, que exercia una gran influència sobre el jove emperador Arcadi.

## Revolta
La rebel·lió dels gots d'Anatòlia va esclatar el 399 i Tribigild aviat va emergir com a líder de la revolta. En els primers dies de la seva revolta va tenir molt d'èxit. Les fonts emfatitzen que els gots van conquerir diverses ciutats, això ho confirma el relat de Zòsim i Claudi.
Això demostra que els gots de Tribigild havien après com assetjar ciutats. Havien adquirit aquesta experiència durant les campanyes militars com a part de l'exèrcit romà.
La revolta es va estendre per tota l'Àsia Menor a mesura que un nombre creixent de camperols i esclaus insatisfets s'hi van unir, a més dels gots. En el que va seguir, Frígia, Lídia, Pamfília i Pisídia van ser saquejades i un exèrcit imperial enviat per Eutropi i liderat per Lleó va ser derrotat.

### Cop d'estat de Gaines
Després de la derrota de Lleó, es va ordenar a l'exèrcit estacionat a Tràcia que avancés cap a Frígia per reprimir la rebel·lió. Aquest exèrcit estava comandat per Gaines, però no va mostrar-se molt hostil vers Tribigild. La raó d'això va ser que Gaines va utilitzar la revolta per aconseguir la seva pròpia agenda política. Al començament de la rebel·lió, Gaines encara era el partit subordinat a la cort, la seva posició respecte a Eutropi era extremadament feble, però a mesura que la rebel·lió Tribigild prenia força i l'exèrcit imperial que havia de posar fi a la rebel·lió era completament derrotat, la seva influència augmentava. Eutropi va acabar perdent preeminència i l'emperador Arcadi va elevar Gaines a magister militum.
Segons Zòsim, Gaines no va actuar immediatament. L'autor l'acusa de refrenar-se, aconseguint així, soscavar el govern central o de donar a Tribigild més temps per fer més mal. Tanmateix, aquesta conspiració no és esmentada ni per Claudià ni per Filostorgi, contemporanis de Zòsim, i sembla que aquestes acusacions de Zòsim, unes quantes generacions més tard, tenien com a objectiu degradar el caràcter de Gaines i donar-li mala prensa. En canvi, sembla més lògic que Gaines, que es va trobar per primera vegada en una posició imperial privilegiada després d'un intent fallit d'Eutropi per reprimir la rebel·lió, s'abstingués d'atacar Tribigild sobre la base d'un pla calculat. Va aconsellar a Arcadi que negociés amb Tribigild i va insistir que primer fos destituït Eutropi.

### Aliança entre Tribigild i Gaines

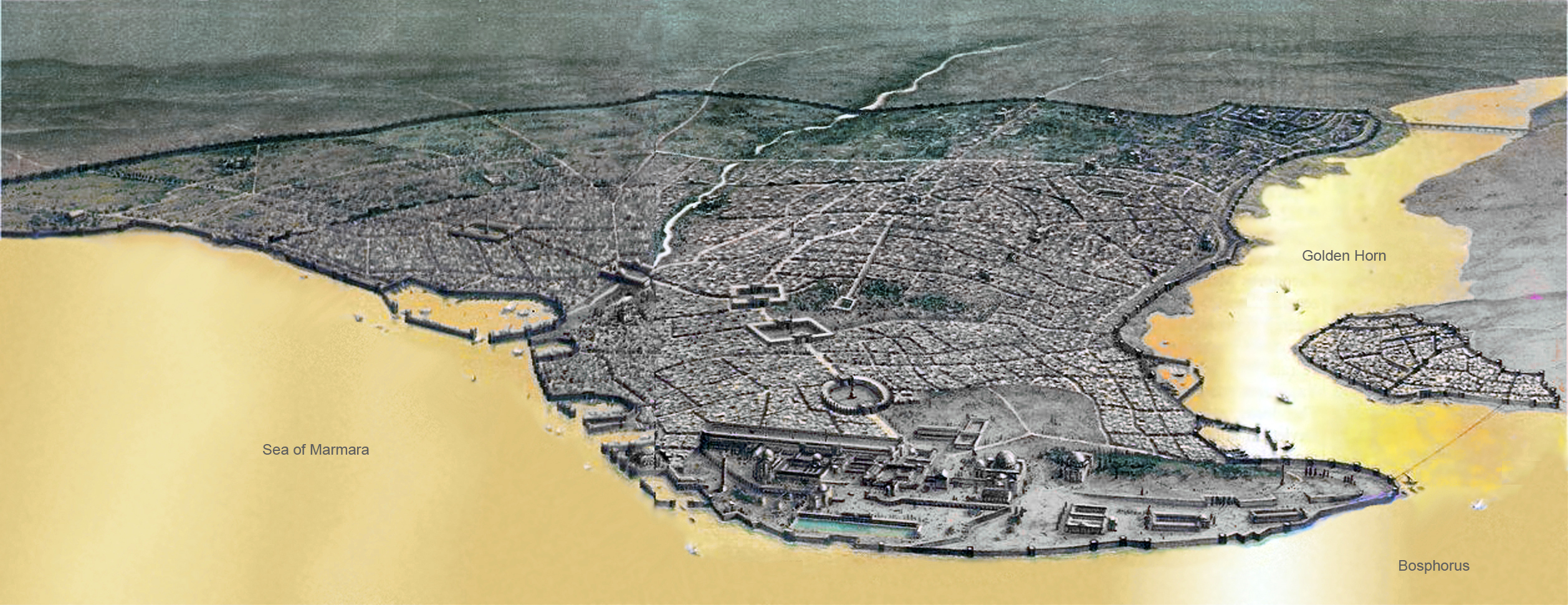
Vista aèria de Constantinoble i la Propòntida (Mar de Màrmara)

Quan els gots de Tribigild van arribar a Calcedònia, a l'altre costat de Constantinoble, Gaines va aconseguir convèncer-lo perquè s'unís a ell. Amb el suport de Tribigild, Gaines tenia un exèrcit considerable (principalment gots) i ara podia prendre el poder. Junts van entrar a Constantinoble i van expulsar Aurelià, un altre rival amb influència sobre Arcadi. Amb la capital a les seves mans, Gaines va esdevenir el poder suprem a la cort oriental, esdevenint una figura equiparable a Estilicó a l'oest, fent executar a Eutropi. Fent ús del seu poder, també va ordenar a l'emperador que renunciés als serveis d'Alaric i que cedís la província de Pannònia a l'Imperi Romà d'Occident. Aquest canvi administratiu va fer que Alaric perdés el seu grau militar de general i el dret a beneficis legals per als seus homes. Gaines esperava així desfer-se d'un oponent perillós encolomant-lo a l'imperi occidental.

### Revolta del poble a Constantinoble
Poc després, però, Gaines va perdre el control dels esdeveniments a la capital. Per insatisfacció amb les seves accions i en part per iniciativa del patriarca de Constantinoble Joan Crisòstom, el poble es va revoltar el 12 de juliol de l'any 400. La impopular guarnició goda va fugir. Gaines i Tribigild van aconseguir marxar vius de Constantinoble, però diversos milers de gots, incloent-hi moltes dones i nens que vivien a la ciutat com a part de l'establishment militar romà d'Orient, van ser massacrats.
Arcadi va ordenar llavors al general got Fravita que dirigís un exèrcit contra Gaines. Fravita va derrotar Gaines i Tribigild en una batalla naval al mar de Màrmara. Els gots derrotats van desembarcar a Tessalònica i després van patir una altra derrota a Tràcia, en la qual Tribigild va morir i Gaines va aconseguir fugir a través del Danubi. Aquests fets es trobaven narrats a la columna d'Arcadi, erigida al Fòrum homònim.Tanmateix, la seva llibertat va durar poc, ja que ara es trobava en territori hun. Gaines va ser capturat i després assassinat per Uldin, qui va enviar el seu cap a Arcadi com a regal diplomàtic.

## Conseqüències
Els gots d'Anatòlia ja no van tenir un paper significatiu després de la seva derrota. Els gots que van romandre a Pannònia sota Alaric, en canvi, van dirigir la seva atenció cap a l'oest. A causa del cop d'estat de Gaines, havien estat desviats i ara estaven exclosos de la política a Constantinoble. Aviat van perdre tota esperança d'un nou acord amb l'emperador. Per intentar trencar l'impas, Alaric va portar el seu poble a Itàlia a la tardor del 401 i durant els següents dotze mesos va intentar arribar a un acord amb Estilicó, el comandant efectiu de l'exèrcit occidental. La seva arribada va acabar provocant la Guerra Gòtica del 402-403.